# Jaderná elektrárna Comanche Peak
Jaderná elektrárna Comanche Peak (anglicky Comanche Peak Nuclear Power Plant) je provozní jadernou elektrárnou ve Spojených státech. Leží zhruba 64 kilometrů jihozápadně od města Fort Worth a 97 kilometrů jihozápadně od Dallasu. Elektrárna zaměstnává zhruba 1300 zaměstnanců a vlastní a provozuje ji společnost Luminant Generation, dceřiná společnost Vistra Corp.

## Historie a technické informace

### Bloky 1 a 2
Výstavba dvou tlakovodních reaktorů Westinghouse začala v roce 1974. První blok o výkonu 1259 MW byl připijen k síti 24. dubna 1990 a uveden do komerčního provozu byl 13. srpna 1990. 2. blok o výkonu 1250 MW byl připojen k síti dne 9. dubna 1993 a do komerčního provozu přešel dne 3. srpna 1993. Blok 1 má provozní licenci do 8. února 2030 a druhý blok do 2. února 2033, kdy bude nutné licence obnovit.
V červnu 2008 schválil americký úřad pro jadernou bezpečnost (NRC) požadavek na tzv. uprate (zvýšení výkonu) reaktorů o přibližně 4,5% každý. Společnost Luminant Generation tato vylepšení implementovala vždy při odstávkách pro výměnu paliva, aby nedocházelo ke zbytečným zdržení. Výkon bloku 1 byl na konci roku 2008 zvýšen na 1259 MW z původních 1210 MW a druhý blok z 1208 MW na 1245 MW a později na 1250 MW na kocni roku 2009.

### Bloky 3 a 4
Dne 19. září 2008 podala společnost Luminant Generation u NRC žádost o licenci na kombinovanou výstavbu a provoz pro dva nové reaktory. Vybraná konstrukce reaktoru US-APWR, japonský tlakovodní reaktor vyvinutý společností Mitsubishi Heavy Industries a speciálně upravený pro americký trh. Luminant Generation nezveřejnil odhad nákladů na projekt, ale generální ředitel David Campbell uvedl, že se společnost pokusí postavit své nové reaktory na spodní hranici současných odhadů odvětví, které se podle něj pohybují od 2 500 do 6 000 USD za kilowatt – 8,5 miliardy až po 20,4 miliardy dolarů za novou elektrárnu se dvěma bloky o výkonu 3 400 MW.
Od listopadu 2013 byl projekt pozastaven kvůli pádu cen zemního plynu a společnost Mitsubishi Heavy Industries pozastavila vývoj konstrukce reaktoru, aby se soustředila na restartování svých reaktorů v Japonsku po zemětřesení v Tóhoku v roce 2011. Společnost Luminant Generation ale nestáhla svou žádost u NRC, čímž ponechala otevřenou možnost pokračování projektu.

### Okolní obyvatelstvo
NRC definuje dvě zóny havarijního plánování kolem jaderných elektráren. První o poloměru 16 kilometrů, která se týká především vystavení radioaktivní kontaminace vzduchu a poté druhou o poloměru 80 kilometrů, jež se zabývá kontaminací potravin a vody.

## Informace o reaktorech
| Reaktor         | Typ reaktoru      | Výkon   | Výkon   | Zahájení výstavby | Připojení k síti | Uvedení do provozu | Uzavření |
| Reaktor         | Typ reaktoru      | Čistý   | Hrubý   | Zahájení výstavby | Připojení k síti | Uvedení do provozu | Uzavření |
| --------------- | ----------------- | ------- | ------- | ----------------- | ---------------- | ------------------ | -------- |
| Comanche Peak-1 | Westinghouse M412 | 1205 MW | 1259 MW | 19. 12. 1974      | 24. 4. 1990      | 13. 8. 1990        |          |
| Comanche Peak-2 | Westinghouse M412 | 1195 MW | 1250 MW | 19. 12. 1974      | 9. 4. 1993       | 3. 8. 1993         |          |
| Comanche Peak-3 | US-APWR           | -       | 1700 MW |                   |                  |                    |          |
| Comanche Peak-4 | US-APWR           | -       | 1700 MW |                   |                  |                    |          |